# Inoxcrom
Inoxcrom es una empresa española dedicada a la fabricación de artículos para la escritura y la oficina, con sede en Barcelona. En 2009 se dividió en dos empresas, Inoxcrom (o Inoxgrup-la Cooperativa) que conservó la propiedad intelectual e Inoxcrom Internacional (o IXC) que conservó la maquinaria.

## Historia

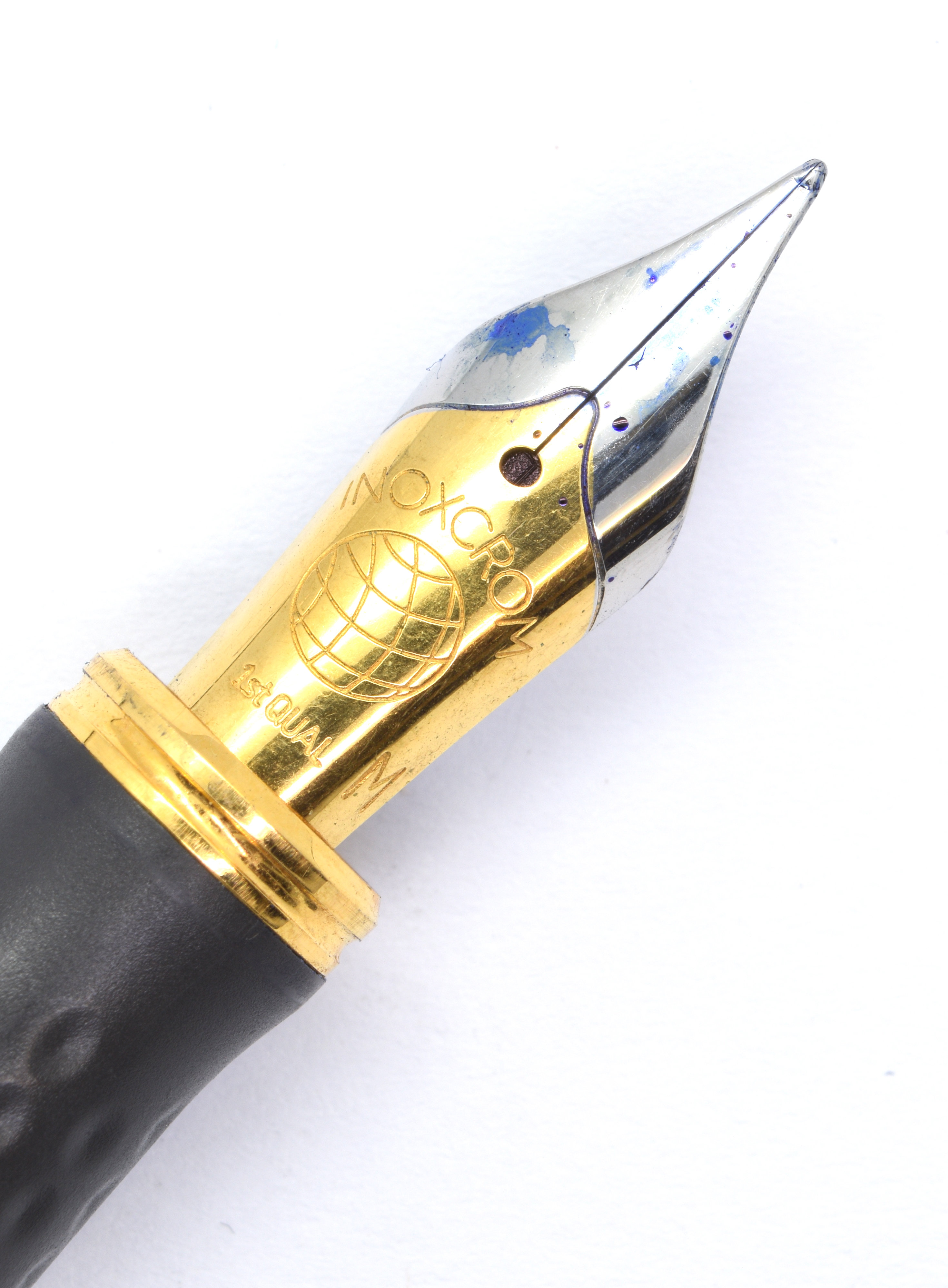
Plumín de una estilográfica del modelo Wall Street, uno de los más emblemáticos de Inoxcrom.

### Origen
La compañía fue fundada en Barcelona por Manuel Vaqué Ferrandis en 1953 para comercializar una pluma estilográfica de fabricación propia. Vaqué había comenzado fabricando plumillas en su taller ya en 1942, pero en 1955 decidió lanzar su estilográfica Inoxcrom 55, el primer producto de su nueva empresa, cuyo nombre derivaba de «inoxidable» y «cromado». En 1965 lanzó su primer bolígrafo, también bautizado como «55».

### Expansión
Durante los siguientes sesenta años Inoxcrom mantiene un catálogo de productos centrado en plumas estilográficas de coste asequible, bolígrafos y otro material de oficina. Durante este período la compañía logra comercializar sus productos en más de ochenta países, estableciendo sedes en Alemania, Francia, Italia, Reino Unido y Estados Unidos. En 2003 era una de las diez marcas que lideraban el sector en el mundo y la primera en España. En esos años, la compañía producía alrededor de 150 millones de unidades anualmente, siendo el 70 % de su facturación extranjera.

### Bancarrota
Tras la muerte de Vaqué, en 2003, la compañía entra en una grave crisis económica. En febrero de 2009 las hermanas María, Empar y Eulalia Vaqué, accionistas mayoritarias de la compañía fundada por su padre, venden al empresario Alberto Novel el 79,5 % de la sociedad por tan sólo un euro. Novel se compromete a garantizar una gestión profesionalizada de la compañía, pero la vende a Sebastià Clotet dos meses más tarde. Éste, en noviembre de ese mismo año, declara insolvente la compañía, con una deuda de 24 millones de euros y despide a 105 trabajadores. En 2017 Inoxcrom Internacional, propiedad de Sebastià Clotet, cierra definitivamente.
Los antiguos trabajadores crearon la cooperativa Inoxgrup para fabricar y comercializar sus productos con la misma marca, cedida por uno de los antiguos propietarios.